# Laguna Niguel
Laguna Niguel é uma cidade localizada no estado americano da Califórnia, no Condado de Orange. Foi incorporada em 1 de dezembro de 1989.

## Geografia
De acordo com o United States Census Bureau, a cidade tem uma área de 38,5 km², onde 38,4 km² estão cobertos por terra e 0,1 km² por água.

### Localidades na vizinhança
O diagrama seguinte representa as localidades num raio de 16 km ao redor de Laguna Niguel.

## Demografia
Segundo o censo nacional de 2010, a sua população é de 62 979 habitantes e sua densidade populacional é de 1 639,67 hab/km². Possui 25 312 residências, que resulta em uma densidade de 659 residências/km².